# Anton Maximilian Huber
Anton Maximilian Huber (* 1927 in Erding; † 1999 ebenda) war ein deutscher Unternehmer, Vulkaniseur und Erfinder.

## Leben
Im Jahr 1946 trat Anton Maximilian Huber in den elterlichen Vulkanisier-Betrieb ein. 1953 wurde das erste landwirtschaftliche Förderband hergestellt. 1955 wurde Huber Vulkaniseur-Meister und ab den 1960er-Jahren führte er das Unternehmen.
1966 wurde das 10.000. Förderband ausgeliefert. Inzwischen erfolgte zudem der internationale Produktvertrieb. In den 1970er-Jahren wurde wegen der Nachfrage nach Zuckerrüben-Verladeanlagen auf dem Firmengelände zusätzliche Produktions- und Lagerhallen errichtet.
Huber galt auf seinem Gebiet als Entwickler und Forscher und meldete mehrere Patente an.

## Rezeption
In Erding wurde eine Straße nach ihm benannt.